# Таложня
Таложня (рос. Таложня) — село в Торжоцькому районі Тверської області Російської Федерації.
Населення становить 342 особи. Входить до складу муніципального утворення Рудниковське сільське поселення.

## Історія
Від 2005 року входить до складу муніципального утворення Рудниковське сільське поселення.

## Населення
| 1859 | 1884 | 2002 | 2010 |
| ---- | ---- | ---- | ---- |
| 149  | ↘86  | ↗335 | ↗342 |